# 4-甲氧基苄硫醇
4-甲氧基苄硫醇是一种有机硫化合物，化学式为CH3OC6H4CH2SH，常温常压下为无色液体，有恶臭，在硫醇生产中用作保护基。